# 明日世界が終わるなら
「明日世界が終わるなら」（あしたせかいがおわるなら）は、2012年9月19日に発売された中島美嘉の35枚目のシングル。

## 概要
前作「LOVE IS ECSTASY」から1年ぶりの新作シングル。シングルのリリース間隔としては過去最長となる。
前々作「Dear」、前作「LOVE IS ECSTASY」に続き3作連続で、映画の主題歌に採用される。
中島自身がアンデッドとして出演する、『バイオハザードV リトリビューション』の日本版主題歌。

## 収録曲
CD
1. 明日世界が終わるなら
  - 作詞・作曲：杉山勝彦／編曲：河野伸
  - ソニー・ピクチャーズ エンタテインメント配給映画『バイオハザードV リトリビューション』日本語吹替版主題歌
2. SUPER WOMAN
  - 作詞：中島美嘉／作曲：Josefin Glenmark・Mats Tarnfors／編曲：Tomokazu Matsuzawa
3. Dear -DJ AMIGA REMIX-
  - 作詞・作曲：杉山勝彦／リミックス：DJ AMIGA
4. 明日世界が終わるなら（Instrumental）

DVD（初回限定生産盤のみ）
1. 明日世界が終わるなら (Music Video)

## 収録アルバム
- REAL (#1,2)
- TEARS (#1)